# Butóxido de piperonilo
El butóxido de piperonilo (BOP) es un sinérgico de plaguicidas. Por sí mismo no tiene propiedades plaguicidas. Sin embargo, cuando se añade a compuestos plaguicidas, tales como con los insecticidas; piretrina, piretroides, y carbamatos, la potencia de estos químicos es incrementada considerablemente.
El butóxido de piperonilo es un potente inhibidor del Citocromo P450. Esta familia de enzimas son las principales que actúan en los mecanismos de desintoxicación de muchos plaguicidas. Inhibiendo los mecanismos de desintoxicación permite que las concentraciones del insecticida dentro del organismo sean mayores ya que impide su metabolización haciendo que permanezca más tiempo dentro del cuerpo del insecto u organismo a eliminar.
El butóxido de piperonilo es moderadamente estable, y es un derivado semisintético del safrol.
Se debate si la sustancia es oncogénica, mutagénica, o teratogénica en humanos. Su toxicidad oral y dermal en mamíferos es baja
En las aves, se utiliza con otros compuestos para el tratamiento y prevención de infestaciones por parásitos externos. ESPECIES DE DESTINO: Canarios y aves de adorno en general (periquitos, jilgueros, palomas, etc.).